# Rio Cracăul Negru
O Rio Cracăul Negru é um rio da Romênia, afluente do Cracău, localizado no distrito de Neamţ.